# تريشيانا
تريشيانا (بالإيطالية: Trichiana)‏ هي بلدية في مقاطعة بلونة في منطقة فنيتة الإيطالية، وتقع على بعد 70 كيلومترًا (43 ميلًا) شمال مدينة البندقية و10 كيلومترات (6 أميال) جنوب غرب بلونة.